# Calle de Acibelas
La calle de Acibelas es una vía urbana de la ciudad de Valladolid, España.

## Descripción
Aparece descrita en Las calles de Valladolid de Juan Agapito y Revilla de la siguiente manera:

Por más que se ha rebuscado y vueltas que se han dado, no se ha encontrado nada relacionado con el nombre de esta calle, que viene de tiempos no tan antiguos como su nombre pareciera indicar, pues que hacía siglos estaba formado el barrio de San Andrés y en su lugar hubo una plazuela a la que iba la calle de la Cruz, según el plano de 1738, también marcada en el de 1788. En los planos sucesivos ya figura tal calle, recta desde la de Labradores a la de la Cadena, pero sin nombre, desaparecida tal plazuela. Lo de «Acibelas» debe ser una corrupción de otra palabra, lo más probable de «cibera», pues fué muy corriente que el pueblo pusiera una letra por otra, y aun añadiese o quitase algunas, y el ejemplo lo tenemos en Valladolid mismo, con el nombre antiguo de «artera» que al cabo de los años se transformó en «itera», como ya se verá. «Cibera», según los diccionarios, era todo género de simiente que servía para mantenimiento o cebo, y «aciberar» significaba moler, pulverizar esas mismas simientes o granos. Lo probable, según mi modo de interpretar el nombre de la calle, es que en ella hubiera, por los tiempos del siglo XVIII, por lo menos, molinos para triturar esos granos, o que allí se expendieron ya molidos, y de «cibera» o de «aciberas» si así se llamaban los tales molinos, poco había de caminar para llegar a «acibelas», que quería decir, por tanto, sitio donde se obtenía la «cibera», donde se molía el grano que sirviera de pienso o cebo para el ganado. Es la única explicación algo satisfactoria que me doy de la actual calle de Acibelas, que adquirió el título oficial por la fuerza de la costumbre de así ser llamado el paraje, como en tantísimas ocasiones ha ocurrido. Si se diera otra interpretación más fundada, sería cosa de aceptarla. En los nomenclátores de calles del Manual histórico y descriptivo de Valladolid de 1861 y de El indicador de Valladolid de González Moral, se da a la calle la denominación de «Acibeles» por «Acibelas», sin duda, por equivocación. Y es de chocar que, a pesar de eso y de figurar en el nomenclátor oficial como «calle de Acibelas», se escribió en la placa de la calle, de las que se colocaron por 1863, «calle de Arcibelas», por más que en el plano del mismo año se la rotuló con el nombre de «calle de las Acibelas», como si quisiera con ello rectificarse aquél.